# Drum național 14
Der Drum național 14 (rumänisch für „Nationalstraße 14“, kurz DN14) ist eine Hauptstraße in Rumänien.

## Verlauf
Die Straße zweigt in Hermannstadt vom Drum național 1, der hier gemeinsam mit dem Drum național 7 geführt ist, nach Norden ab, kreuzt die die Stadt umgehende Autobahn Autostrada A1 (zugleich Europastraße 68), verläuft zunächst nach Norden über Șeica Mare (Marktschelken) nach Axente Sever (Frauendorf) mit Abzweig des Drum național 14B nach Westen, wo das Tal der Târnava Mare (Großen Kokel) erreicht wird, dem die Straße weiter in östlicher Richtung folgt. Sie durchzieht weiter Copșa Mică (Kleinkopisch) und Mediaș (Mediasch), wo der Drum național 14A nach Norden abzweigt. Die Straße passiert weiter im Osten Dumbrăveni (Elisabethstadt) und trifft am westlichen Rand von Sighișoara auf den Drum național 13 (Europastraße 60), an dem sie endet.
Die Länge der Straße beträgt rund 90 Kilometer.